# Cariblatta baiana
Cariblatta baiana es una especie de cucaracha del género Cariblatta, familia Ectobiidae.

## Distribución
Esta especie se encuentra en Brasil (Bahía y Pernambuco).